# Сант'Иларио ин Кампо
Сант'Иларио ин Кампо је насеље у Италији у округу Ливорно, региону Тоскана.
Према процени из 2011. у насељу је живело 186 становника. Насеље се налази на надморској висини од 207 м.